# Caransebeș
Caransebeș is een stad (oraș) in het Roemeense district Caraș-Severin. De stad telt 28.301 inwoners (2002).